# フェリーチェ・フィチェレッリ
フェリーチェ・フィチェレッリ（Felice Ficherelli、1605年8月30日 - 1660年3月5日）はサン・ジミニャーノに生まれ、主にトスカーナで活動したバロック期のイタリア人画家である。

## 略歴
フィチェレッリの生涯については17世紀末から18世紀の初めに出版されたフィレンツェの画家の伝記集の著者フィリッポ・バルディヌッチ（1625-1696）の著作によっているが、詳しい年代などは明らかになっていない。
サン・ジミニャーノで生まれ、子供時代にフィレンツェに移り、トスカーナ大公フェルディナンド1世・デ・メディチの息子の枢機卿のカルロ・デ・メディチに仕えていたOttavio Bardi di Vernioという人物の支援を受けた。フィレンツェで人気があった画家のヤコポ・ダ・エンポリ（Jacopo da Empoli: 1551-1640）の工房で学んだ。
1629年にフィレンツェの美術アカデミー（Accademia dell'Arte del Disegno di Firenze）の会員になり、1652年にはアカデミーの役員（console）を務めた。1632年にパトロンが亡くなったが遺言により毎年家族ために作品を描くことによって一族の支援を受け続けることができた。のんびりとした性格から「Felice Riposo（Riposoは休息中のような意味）」の仇名で呼ばれた。
1660年にフィレンツェで没した。

## 聖プラクセディス
オランダ黄金時代の画家ヨハネス・フェルメールが1655年ごろに描いたとされるフィチェレッリの作品の模写『聖プラクセディス』があって、フェルメールの真作かどうかについては議論されている。
当初はフィチェレッリの作品とされていた『聖プラクセディス』だが、17世紀のオランダを代表するバロック期の画家である、ヨハネス・フェルメールのサインとみられるものが記されていることから、イギリス人美術史家のマイケル・キットソン(en:Michael Kitson)がこの作品をフィチェレッリの『聖プラクセディス』の模写であるとしてフェルメールによる真作の可能性を示唆してから、議論が交わされている。結論には未だに至っておらず、現在、この作品が展示されている国立西洋美術館の表示も、あくまで「フェルメールに帰属する」と記されるに留まっている。

## その他のフィチェレッリの作品

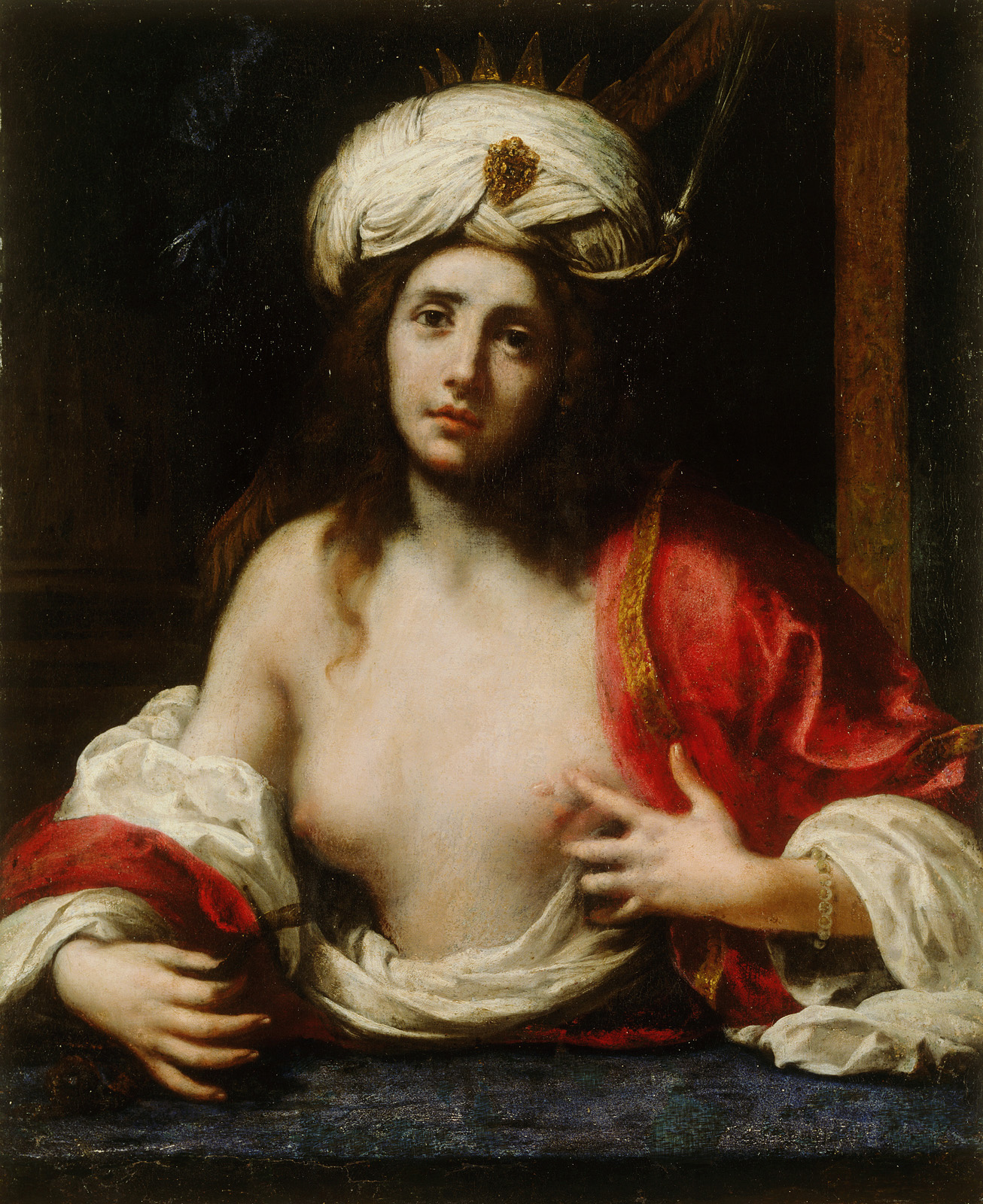
クレオパトラの死 (1650s) スロベニア国立美術館
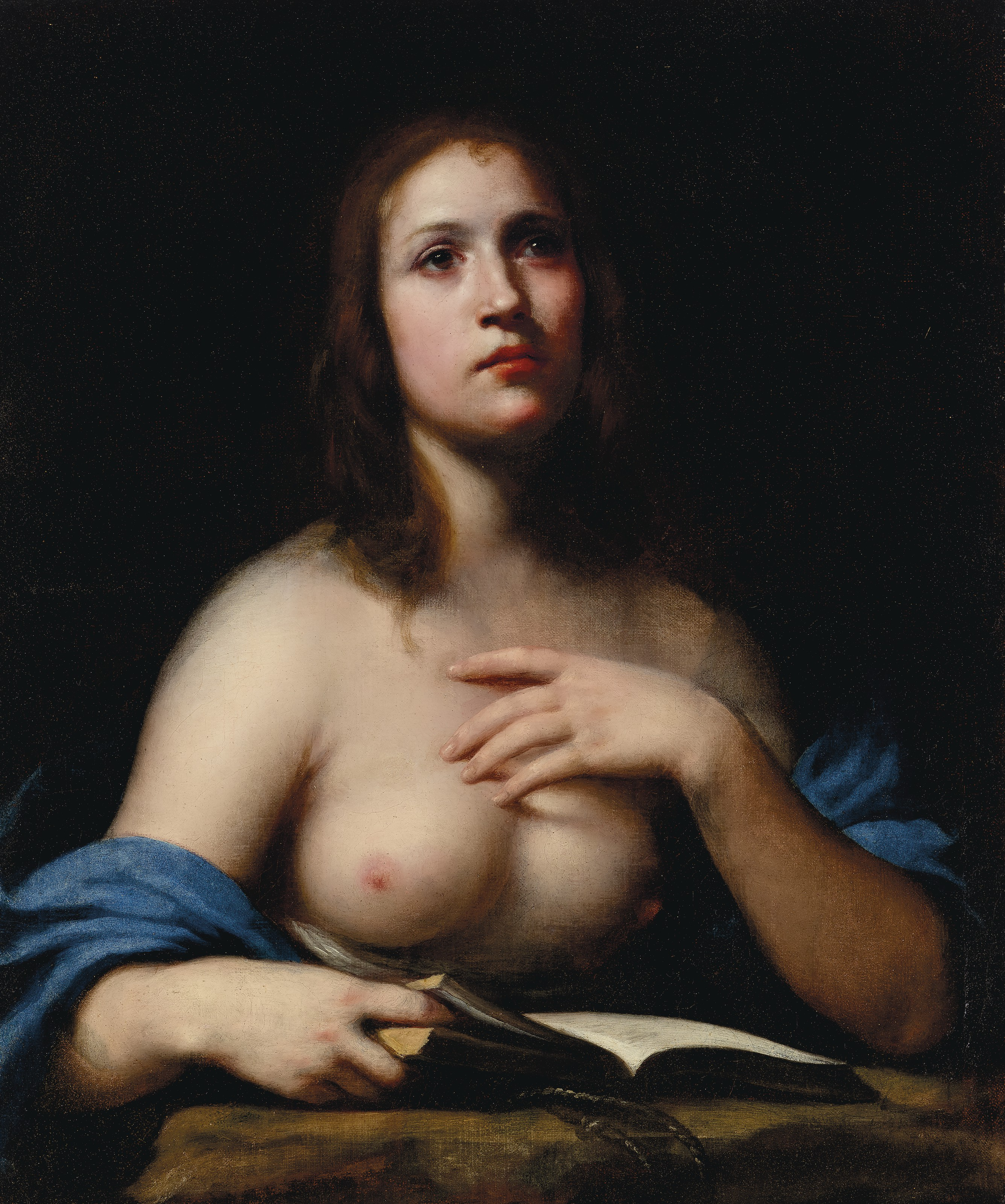
悔悛のマグダラの女
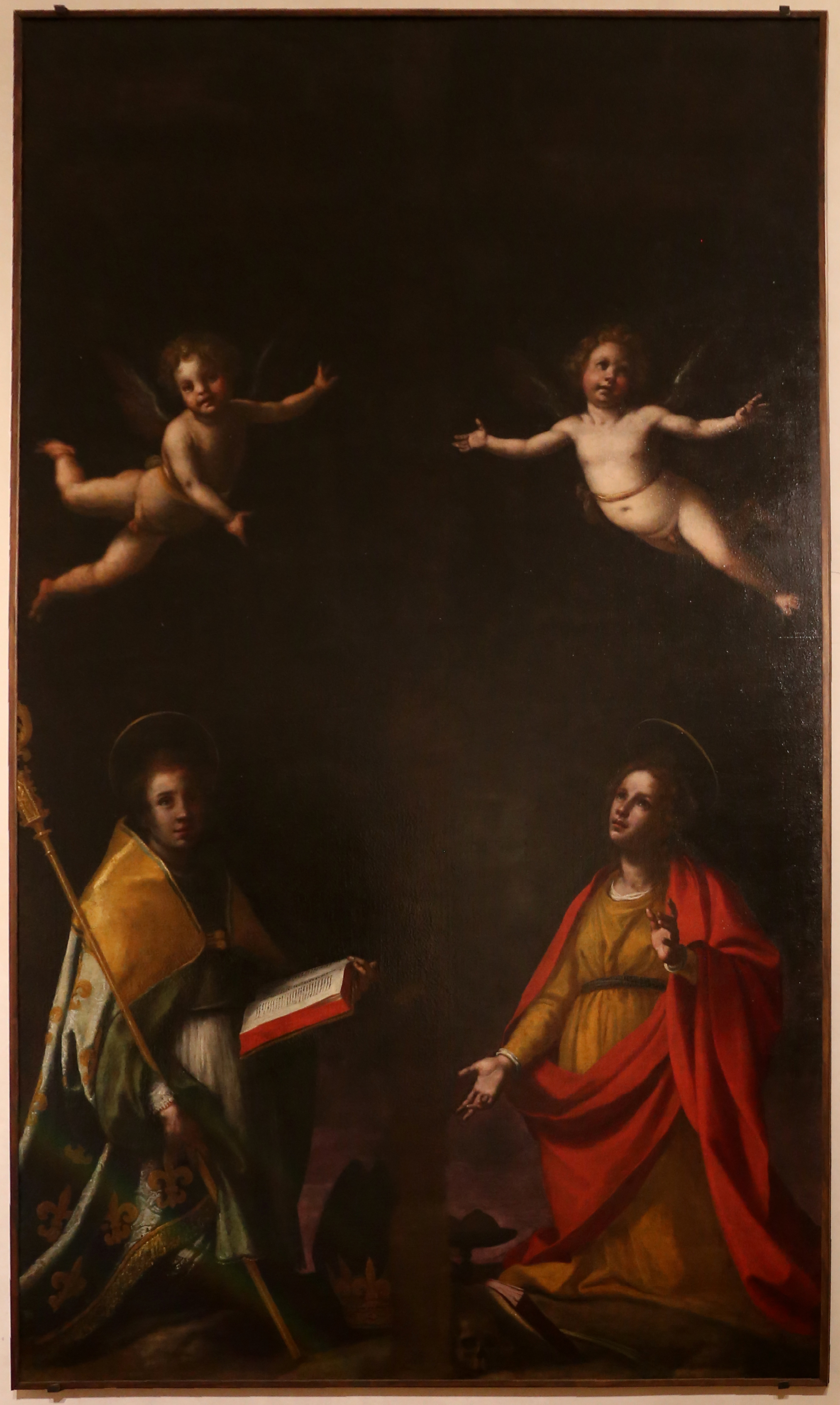
トゥールーズの聖ルイと聖アガタと天使
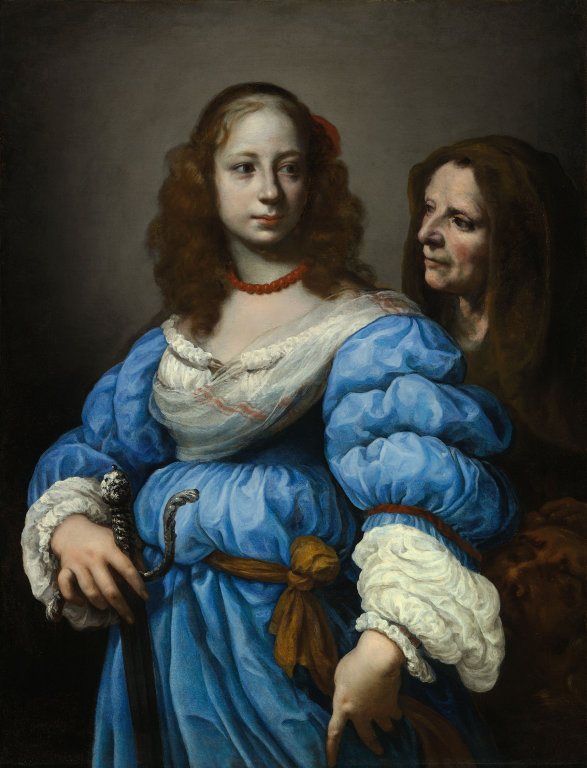
ユディト